# Franck Montagny

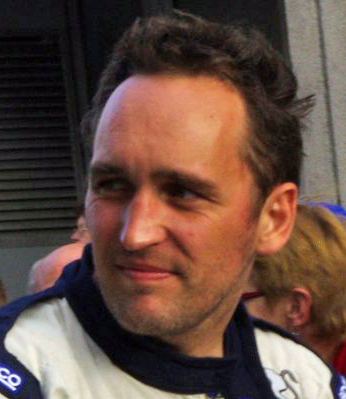
Franck Montagny in 2011 tijdens de 24 uur van Le Mans.

Franck Montagny (Feurs, 5 januari 1978) is een Frans autocoureur die tijdens de Grand Prix van Europa 2006 zijn debuut maakte in de Formule 1 voor het team van Super Aguri.
Montagny begon in 1988 met karten en stapte in 1994 over naar de Formule Renault. Via een succesvolle periode in de Formule 3 kwam hij in 1999 in de Formule 3000 uit waar hij twee matige jaren beleefde. In 2001 en 2003 won Montagny de World Series by Nissan wat hem een testcontract bij het Formule 1-team van Renault opleverde. In 2004 was hij de derde coureur van Renault, vanaf halverwege het seizoen 2005 had hij dezelfde functie bij Jordan.
Voor het seizoen 2006 zou Montagny de derde coureur worden bij Super Aguri, een functie die niet veel waard leek omdat het team niet in staat was de derde auto in te zetten. Nadat Super Aguri echter op advies van de FIA tweede coureur Yuji Ide aan de kant zette kreeg Montagny eindelijk de kans om te debuteren in een Formule 1-race, wat gebeurde tijdens de Grand Prix van Europa. Na 7 races werd hij, in de Grand Prix van Duitsland op Hockenheim, echter weer vervangen door Sakon Yamamoto, die het seizoen zou afmaken.
Na zijn vertrek uit de Formule 1 reed Montagny in het lange afstandsracen. Hij nam verschillende keren deel aan de 24 uur van Le Mans, met tweede plaatsen in 2006 en 2009 als beste resultaat. Verder reed hij enkele gastraces in de A1GP, de Superleague Formula, de Champ Car en de IndyCar Series. In het seizoen 2014-2015 rijdt hij in het elektrische kampioenschap Formule E voor het team Andretti Autosport. Hij wordt hier de teamgenoot van zijn landgenoot Charles Pic.

## Formule 1-carrière
|                       | 2006 | Totaal |
| --------------------- | ---- | ------ |
| Aantal races          | 7    | 7      |
| Aantal zeges          |      |        |
| Aantal pole-positions |      |        |
| Aantal snelste ronden |      |        |
| Aantal podiumplaatsen |      |        |
| Aantal WK-punten      |      |        |
| Aantal Wereldtitels   |      |        |